# Blandad verklighet

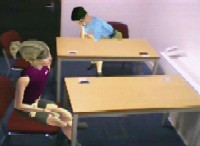
Ett exempel på blandad verklighet, som visar virtuella karaktärer blandade i en direktsänd videoström av den verkliga världen.

Blandad verklighet, ibland kallad mixed reality (MR) är sammanslagningen av verkliga och virtuella världar för att producera nya miljöer och visualiseringar där fysiska och digitala objekt samexisterar och interagerar i realtid. Blandad verklighet äger rum inte bara i den fysiska världen eller den virtuella världen, utan är en hybrid av verklighet och virtuell verklighet, som omfattar både förstärkt verklighet och förstärkt virtuellitet  via fördjupande teknik. Blandad verklighet liknar förstärkt verklighet, men i förstärkt verklighet är de virtuella inslagen lättare att urskilja. Det första systemet med blandad verklighet, var plattformen Virtual Fixtures som utvecklades vid US Air Force:s Armstrong Laboratories i början av 1990-talet. I en studie som publicerades 1992 visade projektet Virtual Fixtures vid US Air Force för första gången att mänsklig prestanda kunde förstärkas betydligt genom införandet av rumsligt registrerade virtuella föremål överlagrade ovanpå en persons direkta syn på en verklig fysisk miljö.